# Paragonaster stenostichus
Paragonaster stenostichus är en sjöstjärneart som beskrevs av Fisher 1913. Paragonaster stenostichus ingår i släktet Paragonaster och familjen Pseudarchasteridae.
Artens utbredningsområde är havet kring Nya Zeeland. Inga underarter finns listade i Catalogue of Life.